# Ron Hardy
Ron Hardy, född 8 maj 1958, död 2 mars 1992 i Chicago, var en av house-musikens pionjärer på 1980-talet och ansvarig för att ha utvecklat house-soundet.